# Benvenuto Ratto
Benvenuto Ratto (Ceva, 17 luglio 1915 – Albania, 7 marzo 1941) è stato un ufficiale italiano.
Ha combattuto durante la seconda guerra mondiale, con il grado di tenente SPE, quale comandante della 70ª compagnia del Battaglione Gemona dell'8º Reggimento Alpini della Divisione Julia. Nella campagna di Grecia si è distinto in numerosi fatti d'arme, ricevendone quattro medaglie al valor militare. Per aver conquistato e difeso, insieme ai suoi alpini, la quota 1615 del Monte Golico, in Albania, prima di cadere in combattimento, fu decorato di Medaglia d'oro al valor militare.

## Biografia

### Origini familiari
Benvenuto Ratto, nato a Ceva nel 1915, anche se vissuto a Savona, era il secondo figlio del cap. cav. Giuseppe (1876-1961), di antica e nobile famiglia di Prunetto (Alta Val Bormida), e della nob. Caterina Agnese Ferraro (1873-1971)
, trascorse la sua infanzia e giovinezza a Savona dove compì anche gli studi superiori, vivacissimo Aspirante dell'Associazione Giov. Cattolica G. Tovini, prima di entrare alla R. Accademia di Fanteria e Cavalleria di Modena.

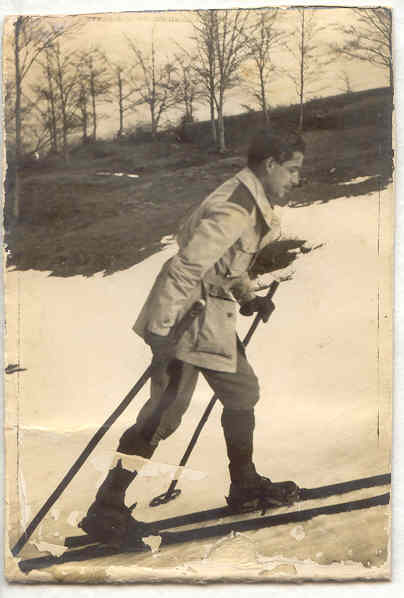
Il tenente Ratto durante un'esercitazione di sci, 1937

### Carriera militare
Entrato nella Regia Accademia di Modena l'11 ottobre 1934. Sottotenente in s.p.e. nell'arma di Fanteria dal 1º ottobre 1936 (R.D. 17 settembre 1936), frequentò quindi l'8º Corso della Scuola di applicazione di Fanteria a Parma (Compagnia "I Monti") dove, dopo aver prestato giuramento di fedeltà l'8 novembre 1936, uscì come capo corso. Tale nell'8º Reggimento Alpini (D.M. 24 ottobre 1937). Tenente con anzianità 1º ottobre 1938 (R.D. 7 ottobre 1938).
Partito per l'Albania con l'8º Reggimento Alpini ed imbarcato a Bari il 16 aprile 1939, sbarcato a Durazzo il giorno successivo. Partito per l'Italia il 15 agosto 1939, perché comandato al corso istruttori d'alpinismo presso la scuola centrale d'alpinismo Aosta. Ripartito per l'Albania ed imbarcatosi a Bari il 28 agosto 1939, sbarcato a Durazzo il 29 successivo. In territorio dichiarato in stato di guerra il 28 ottobre 1940.
Brillante Ufficiale, partecipò in Albania alla campagna di Grecia, dimostrando grande valore ed umanità. I giornali dell'epoca parlano delle sue gesta, definendolo "l'inafferrabile" e "l'alpino leggendario". Era stato proposto per una promozione a capitano per meriti di guerra.
Comandante la 70ª Compagnia del Battaglione Gemona, dell'8º Reggimento Alpini "Julia" , Nuto cadde eroicamente il 7 marzo 1941, sul Monte Golico, alla quota 1615 che aveva conquistato con la sua Compagnia, a seguito di ferita toracica in combattimento. 
Dopo che la posizione era stata abbandonata sotto la pressione di forze preponderanti, la riconquista di slancio e pur essendo ferito, Ratto, abbarbicato alle rocce con i suoi alpini, resiste ai ripetuti attacchi fino a quando trova morte gloriosa nell'infuriare della battaglia.
Venne sepolto nel cimitero militare di Monastir Codra (tomba n. 4). Giunse a valle, nel tricolore, portato a spalla dai suoi alpini.
A soli venticinque anni venne decorato di una medaglia d'oro al valor militare alla memoria, oltre a una medaglia d'argento al v.m. e due medaglie di bronzo al v.m.. Iscritto all'Istituto del Nastro Azzurro per la provincia di Savona, perché, sebbene nativo di Ceva, aveva passato la sua giovinezza a Savona. Gli è stato riconosciuto un particolare emblema araldico, relativo alle sue quattro medaglie al valor militare.

## Riconoscimenti e testimonianze
Sono a lui intitolati: l'Aula Magna dell'Istituto P. Boselli in Savona (dal 1º giugno 1950), il villaggio popolare in costruzione alle Fornaci (Savona) e vari fortini (Col di Nava e a.).
"Gli episodi nei quali rifulgeva il valore dei nostri soldati della montagna si moltiplicavano. Vi furono compagnie, come ad esempio la 70ª del Bat. Gemona, comandata dal tenente Ratto, (caduto sul campo) che in quindici giorni sostenne una trentina di combattimenti per prendere e riprendere posizioni".
Da uno dei nostri inviati di guerra:
Dal fronte greco (20 gennaio 1941). Incredibile incolumità. (...) poiché oltre a uno spirito di battaglione, esiste anche uno spirito di reggimento e di divisione, voglio presentare subito il tenente R., già proposto per una promozione per meriti di guerra e due ricompense al valor militare (la guerra non è ancora finita...). Il tenente R., a detta di tutti, è uno degli ufficiali più in gamba della "Julia", dotato di un'incredibile incolumità. Certo a sentire quello che ha fatto, uscendone sempre sano e salvo, c'è da rimanere sbalorditi. Gli stessi nemici ormai conoscono da lontano il trillo del fischietto con cui dà agli uomini il segnale dell'assalto. Lo temono e tentano tutti gli stratagemmi pur di catturarlo. Ma R., oltreché invulnerabile è anche imprendibile./Pochi giorni fa un numeroso gruppo di nemici si era portato sotto le posizioni di R. senza sparare, gridando alle sentinelle in italiano di cessare il fuoco perché era intervenuto un armistizio. Gli alpini, si sa sono ragazzoni ingenui, però di fronte allo strano contegno del gruppetto nemico, non abboccarono all'amo e corsero subito a chiamare il tenente. Ma il tenente, che aveva già avvertito per conto suo qualcosa d'insolito, si precipitava avanti lanciando bombe a mano e urlando: "Sparate, perdio sparate!". Fecero appena in tempo a respingere quei traditori, che dalle loro linee si apriva un fuoco infernale.../Un'altra volta la compagnia di R., di retroguardia alla Divisione, fu circondata da un numero soverchiante di nemici, i quali gridavano: "Questa volta ci sei, R., questa volta ci sei!". Ma R. tirò fuori il suo fischietto e si aprì la strada a colpi di bombe a mano attraverso una violentissima e accanita sparatoria. Anche quella notte se la cavò con poche perdite per la sua compagnia.. L'articolo sulla Gazzetta del Popolo del 20 gennaio 1941, fu ripreso da analogo articolo del Giornale di Savona del 28 febbraio, svelando (a chi non lo sapesse) cosa celava la sigla del tenente R.
In Grecia: sul Golico. Alla Memoria di Ratto, di Prampero Cavarzerani.
Andiamo, Riolino, il moschetto,/le bombe,/lì puoi, se sul petto/la mano io poso,/ripalpita forte il mio cuore;/un senso stamane mi prende/ d'orrore,/pur oso/e penso/che morte m'incombe,/che non tornerò. Sono triste…/La pioggia di bombe che insiste,/che fischia,/che schianta,/che traccia a la neve di fumo/un solco,/sconquassa/le membra ai miei prodi/(la neve si tinge di rosso,/di sangue s'imbeve)/nel forte mi vuol della mischia./Mi segue la mia Compagnia?/Mi vengono dietro i miei prodi?/Riolino, non odi,/non vedi quel greco ufficiale,/che ritto si sta sulla quota?/Riolino il moschetto,/le bombe…/Stavolta l'elmetto/che vale/al greco ufficiale?/E ruzzola giù per la neve/quel cencio, qual masso,/che più non ha forma/il greco ufficiale./-Non dorma/l'ardito plotone!/Avanti! All'assalto!/Andiamo, Riolino, il moschetto,/le bombe…/Ahi, mamma, qui al petto/che male, che sangue…/Non dorma l'ardito plotone!/Avanti!/Io muoio, Riolino, Che spasimo atroce…/Non resti mia spoglia al nemico…/- tenente, tenente… -/Ma più non ha voce,/non sente/l'ardito tenente./È morto!/- Or dove lo porto?-/La pioggia di bombe,/che insiste,/ che fischia,/che schianta,/che traccia a la neve di fumo/un solco,/sconquassa/le membra de' prodi/(la neve si tinge di rosso,/di sangue s'imbeve)/fa forte il furor de la mischia!/Riolino, seduto,/impugna al tenente caduto/i piè: li tien stretti a le spalle/e, come trainando una slitta,/sedato,/giù, giù per la neve/del Golico scivola a valle,/giù, giù in Val Vojussa,/ i piè sempre stretti a le spalle/e i piedi del morto tenente,/che più non ha voce,/non sente!/Ho visto una candida croce/in plaga remota/Gli Alpini hanno preso la quota/. (Quota 1615).